# 铅
铅，是一種化學元素，其化學符號为Pb，原子序數为82，原子量為207.2 u。铅是比大多數常見材料密度更高的重金屬。它是柔軟、可鍛鑄、熔點较低的金属。剛切割出來的鉛呈略帶藍色的銀色，但暴露在空氣中後會失去光澤，变成暗灰色。鉛是原子序最高的穩定元素，其三個穩定同位素是較重元素的主要衰變鏈的終點。
鉛是一種較不易反應的後過渡金屬。它的弱金屬性由其兩性性質展現：铅傾向形成共價鍵，而它和它的氧化物與酸、鹼都会反應。和其它碳族元素的+4氧化态不同，铅在其化合物中通常以+2氧化態出现，但在有機鉛化合物中则和其它碳族元素一样以+4氧化态出现。鉛傾向與自身結合成鏈狀和多面體結構，这点与其它碳族元素类似。
鉛很容易從其礦石中提取出來，这使得近东人很早就发现了它。方鉛礦是鉛的主要礦石，而这种矿石通常帶有銀。对银的需求使得古罗马开始广泛提取和使用铅。鉛的產量在羅馬帝國衰落後下降，直到工業革命才達到相比的水平。铅合金因为可以铸造印刷机的活字，所以在印刷机的发展中发挥了至关重要的作用。在2014年，鉛的全球年產量約為1000萬噸，其中一半以上來自回收。鉛的高密度、低熔點、延展性和對氧化的相對惰性使其有用。這些特性加上其相對豐富含量和低成本，使其廣泛用於建築、管路系統、鉛酸蓄電池、彈頭和散彈彈丸、砝碼、銲料、白镴、易熔合金、含鉛油漆、含鉛汽油和輻射屏蔽。
鉛的毒性在19世纪后期广为人知，因此在許多應用中逐步淘汰。鉛是會在軟組織和骨骼中積累的神經毒素，會損害神經系統並干擾生物酶的功能，導致神經系統疾病。此外，铅还会影响健康、心血管和肾脏系统。

## 物理性质
纯铅是亮银色，带有一丝蓝色的金属，在湿气下失去光泽。铅有高密度、延展性和因为钝化造成的抗腐蚀性。

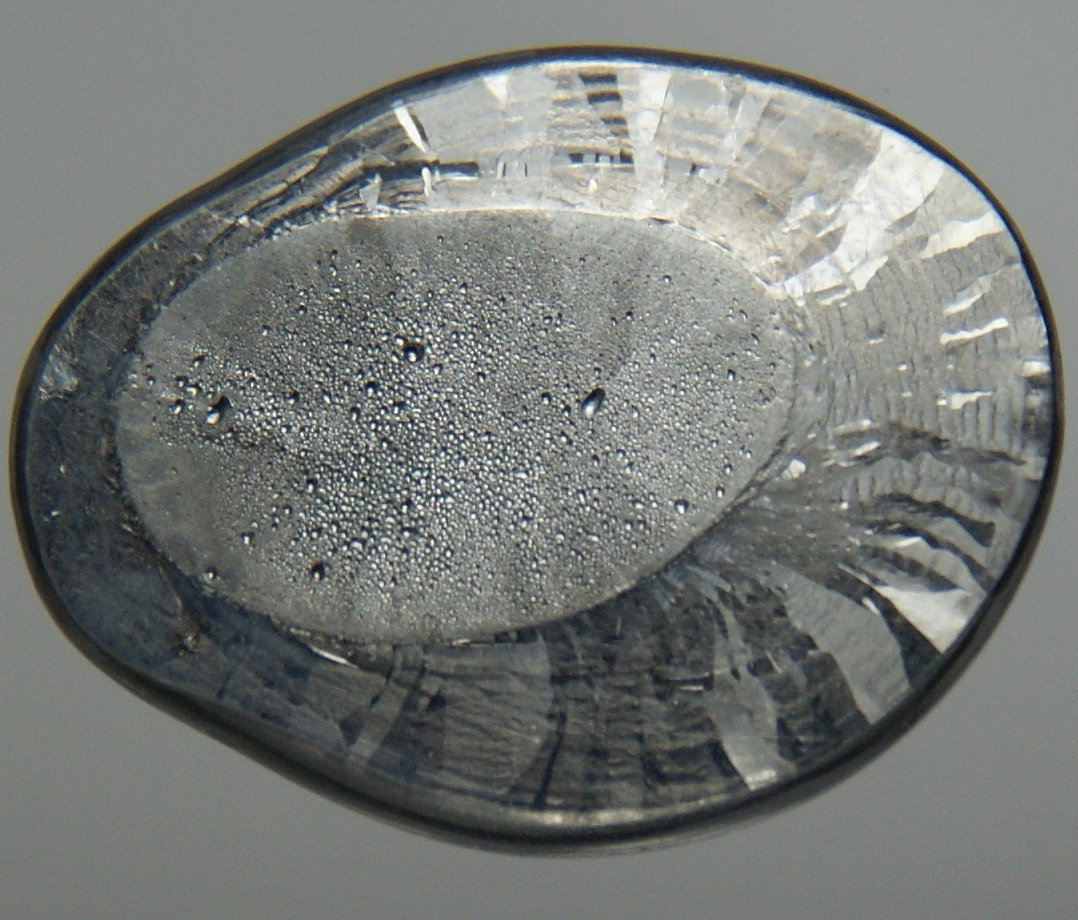
从熔融状态凝固的铅

铅的最密堆积结构和高原子量造成了11.34 g/cm3的高密度，比铁（7.87 g/cm3）、铜（8.93 g/cm3）和锌（7.14 g/cm3）等常见金属的密度高。一些如钨和金（都是19.3 g/cm3）的金属有更高的密度，而已知密度最大的金属锇的密度为22.59 g/cm3，几乎是铅的两倍。
铅很软，莫氏硬度仅为1.5，可以用指甲刮痕。它有良好的展性和略微的延性。铅的体积模量为45.8 GPa。作为比较，铝的体积模量为75.2 GPa，铜为137.8 GPa，低碳钢则为160–169 GPa。铅的强度较低，为12–17 MPa（铝的强度是它的六倍，铜为十倍，低碳钢则为十五倍），但可以通过加入少量铜或锑强化。
相较于其它金属，铅的熔点很低，只有327.5 °C（621.5 °F）。它的沸点是所有碳族元素中最低的，为1,749 °C（3,180 °F）。铅在20 °C下的电阻率为192 nΩ·m，比其它工业金属（铜为15.43 nΩ·m，金为20.51 nΩ·m，铝为24.15 nΩ·m）大了一个数量级。铅在7.19 K以下会转变成超导体。这个超导临界温度是第一类超导体中最高的，也是单质超导体中第三高的。

### 原子性质
铅有82个电子，电子排布为 [Xe]4f145d106s26p2。照理来说，元素周期表越往下，元素的外层电子离原子核越远，较低轨道的屏蔽效应越强，电离能就越低，但铅的第一和第二电离能的总和（移除两个6p电子所需的能量）比上面的锡略高。这个现象是由镧系收缩导致的。和元素周期律预测的相反，铅的前四个电离能的总和比锡高。在重元素中变得显著的相对论效应的影响也促成了这种现象。相对论效应导致了惰性电子对效应，使得铅的6s电子难以参与键合，因此铅晶体中最近原子之间的距离异常的长。
较轻的碳族元素由于其s轨道和p轨道的能量足够近，可以杂化成四个 sp3轨道，因此都可以形成稳定或亚稳定的四配位钻石结构同素异形体。不过，铅因为惰性电子对效应而导致s轨道和p轨道的能量差距变大，而这个大差距使得铅的晶格能无法弥补杂化轨道所需的能量。因此，铅不形成钻石结构，而是使p电子离域，形成金属键和面心立方结构。其它有相似大小的二价金属钙和锶也会形成这种结构。

### 同位素
铅有四种自然存在的穩定同位素：鉛-204、鉛-206、鉛-207和鉛-208以及痕量的五种短寿命放射性同位素。铅的质子数82是幻数，因此核壳层模型认为铅的原子核很稳定。铅-208的中子数126是另一个幻数，这使得它更加稳定。
铅是最重的稳定元素，而铅-208是所有元素中最重的稳定同位素（以前认为原子序83的铋是最重的稳定元素，但在2003年发现它唯一的原生核素铋-209有极弱的放射性）。铅的四种稳定同位素理论上都可以α衰变成汞的同位素并释放能量，但至今仍未观察到衰变，半衰期预测在1035至10189年之间。
铅-206、铅-207和铅-208分別是铀-238、铀-235和钍-232衰变的最终产物，它们的衰变链分别叫做鈾衰變鏈、錒衰變鏈和釷衰變鏈。铅同位素的丰度会因为铀或钍的存在而可能有很大的变化。举个例子，铅-208正常的同位素丰度为52%，但在钍矿中的丰度可高达90%。因此，铅的标准原子质量只能精确到十分位。随着时间流逝，铅-206和铅-207的数量会因为铀的衰变而增加，但铅-204不会增加，因此它们的比例可用于测年。随着铀衰变成铅，它们的比例也会改变，这也是铀铅测年法可以使用的基础。铅-207会发生核磁共振，可用于研究其溶液和固态化合物，甚至包括人体。

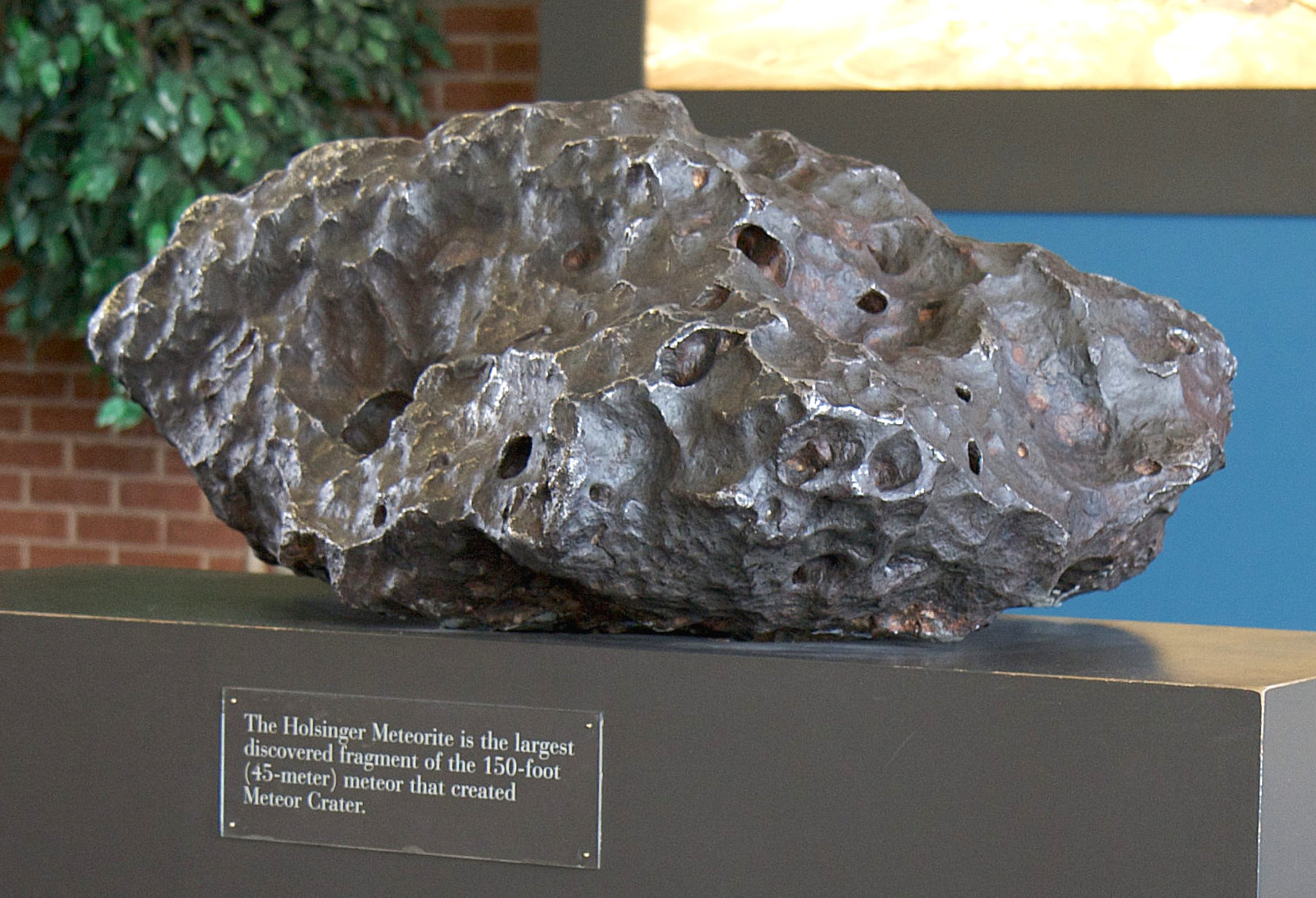
图中是代亚布罗峡谷陨石最大的碎片——霍勒辛格陨石。对这颗陨石的铀铅测年法和铅铅定年法显示地球的年龄为45.5±0.7亿年。

除了稳定同位素以外，铅还有一些痕量同位素。其中一种痕量同位素是铅-210，虽然半衰期只有22.2年，但在自然界中仍以铀-238的衰变产物少量存在。铅-211、铅-212和铅-214也都分别存在于铀-235、钍-232和铀-238的衰变链中，因此这三种铅同位素都存在于自然界。极痕量的铅-209可由铀-235的衰变产物镭-223罕见的簇衰变而成，或是在镎-237（由铀的中子捕获而成）的衰变中产生。通过测量铅-210和铅-206（都存在于同一条衰变链中）的比例，可以得出样本的年龄。
人们已发现43种铅的同位素，原子量在178–220之间。其中，铅-205是最稳定的放射性同位素，半衰期1.70×107年。第二稳定的同位素是铅-202，半衰期为52,500年，比所有铅的天然放射性同位素长。

## 化学性质

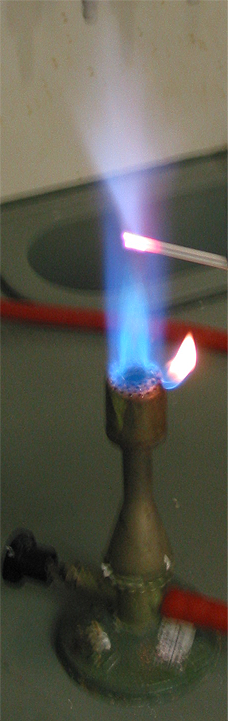
铅的焰色反应为淡蓝色

块状的铅在湿气下会形成含有各种成分的保护层。这层保护层主要是碱式碳酸铅，而在城市或海洋则可能产生硫酸铅或氯化铅。这层保护层使得块状铅对空气呈惰性。和大部分金属一样，铅粉会自燃，并产生蓝白色的火焰。
氟气在室温下就能和铅反应，形成氟化铅。氯气需要加热才能发生反应，而且产生的氯化铅会阻止反应。熔融的铅会和氧族元素反应，生成对应的化合物。
金属铅可以抵御硫酸和磷酸，但不能抵御盐酸和硝酸。乙酸等有机酸在氧气存在下可以溶解铅。浓碱也可以溶解铅，生成亚铅酸盐。

### 无机化合物
铅有两种常见的氧化态+4和+2。碳族元素通常以四价存在，而二价的碳族元素较罕见。二价锡占了锡化学重要的一部分，但它仍比四价锡少见。不过，二价铅化合物却要比四价铅化合物多。这个现象是惰性电子对效应导致的，结果就是铅的6s轨道收缩，使它在离子化合物中变得惰性。惰性电子对效应在共价化合物（例如有机铅化合物）中没那么明显。在这些化合物中，6s和6p轨道的大小接近，可以发生sp3杂化，因此铅在这些化合物中和碳一样主要以四价存在。
铅(II)和铅(IV)的电负性差距很大（分别是1.87和2.23），表明碳族元素+4氧化态的稳定性随着族往下而下降。作为比较，锡(II)和锡(IV)的电负性差距不大，分别是1.80和1.96。

#### 铅(II)

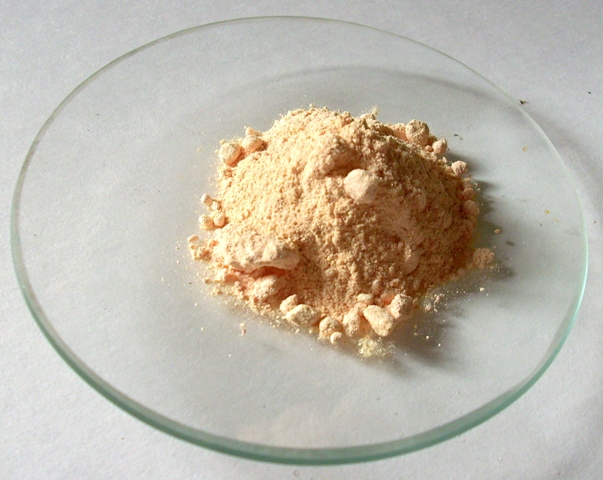
一氧化铅

无机铅化合物中的铅通常以+2氧化态存在。就算是像氟气和氯气这样的强氧化剂也只能将铅氧化到PbF2和PbCl2。Pb2+离子通常无色，会部分水解成Pb(OH)+和[Pb4(OH)4]4+（其中的氢氧根是桥接配体），其还原性不如锡(II)。Pb2+的定性分析通常依赖它和稀盐酸反应生成的氯化铅沉淀。由于氯化铅的溶解度不是特别小，所以在极稀溶液中会往溶液通入硫化氢，通过生成的硫化铅来检测Pb2+。
一氧化铅有两种同质异形体，分别是红色的密陀僧 α-PbO和黄色的黄丹 β-PbO，后者只在488 °C以上稳定。密陀僧是最常用的无机铅化合物。因为增加铅(II)溶液的pH会使其水解，所以氢氧化铅并不存在。铅会和较重的氧族元素反应。硫化铅是半导体和光导体，还可以制造极敏感的红外线探测器。另外两种氧族元素化合物——硒化铅和碲化铅也都是光导体。它们的颜色随着族往下而变浅。

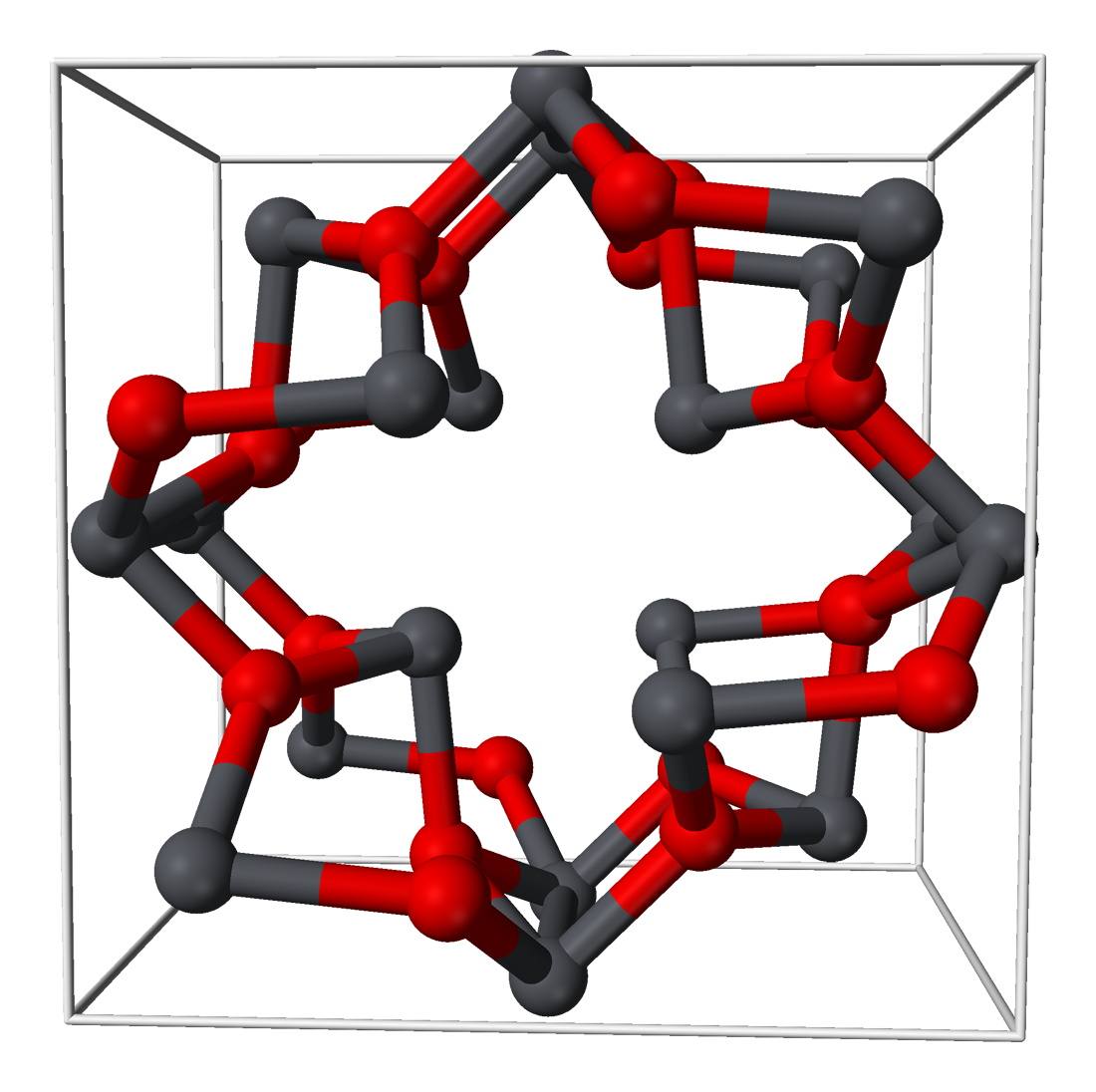
四氧化三铅的晶体结构

包括二砹化铅和像是PbFCl的混合卤化物在内的二卤化铅都获得了良好的表征。除二氟化铅以外的二卤化铅（特别是碘化铅）在光照下都会分解。许多铅(II)的拟卤化物都是已知的，例如其氰化物、氰酸盐和硫氰酸盐。铅(II)可以形成多种卤素配离子，例如[PbCl4]2−、[PbCl6]4−和链状离子[Pb2Cl9]n5n−。
和其它二价重金属的硫酸盐一样，硫酸铅不溶于水。硝酸铅和乙酸铅极易溶于水，因此可用于合成其它铅化合物。

#### 铅(IV)
无机铅(IV)化合物不多，仅在强氧化性溶液中形成，通常不存在于标准条件下。一氧化铅可以继续被氧化成Pb3O4，它的结构被描述为氧化铅(II,IV)或2PbO·PbO2，是铅最著名的混合价态化合物。二氧化铅是强氧化剂，可以把盐酸氧化成氯气，这是因为反应应该产生的PbCl4不稳定，会分解成PbCl2和Cl2。类似一氧化铅可以形成亚铅酸盐，二氧化铅也可以形成铅酸盐。二硫化铅和二硒化铅都只在高压下稳定。四氟化铅（黄色晶体）是稳定的，但稳定性比二氟化铅低。四氯化铅（黄色油状液体）在室温下就会分解，四溴化铅更不稳定，而四碘化铅是否存在仍是问题。

#### 其它氧化态

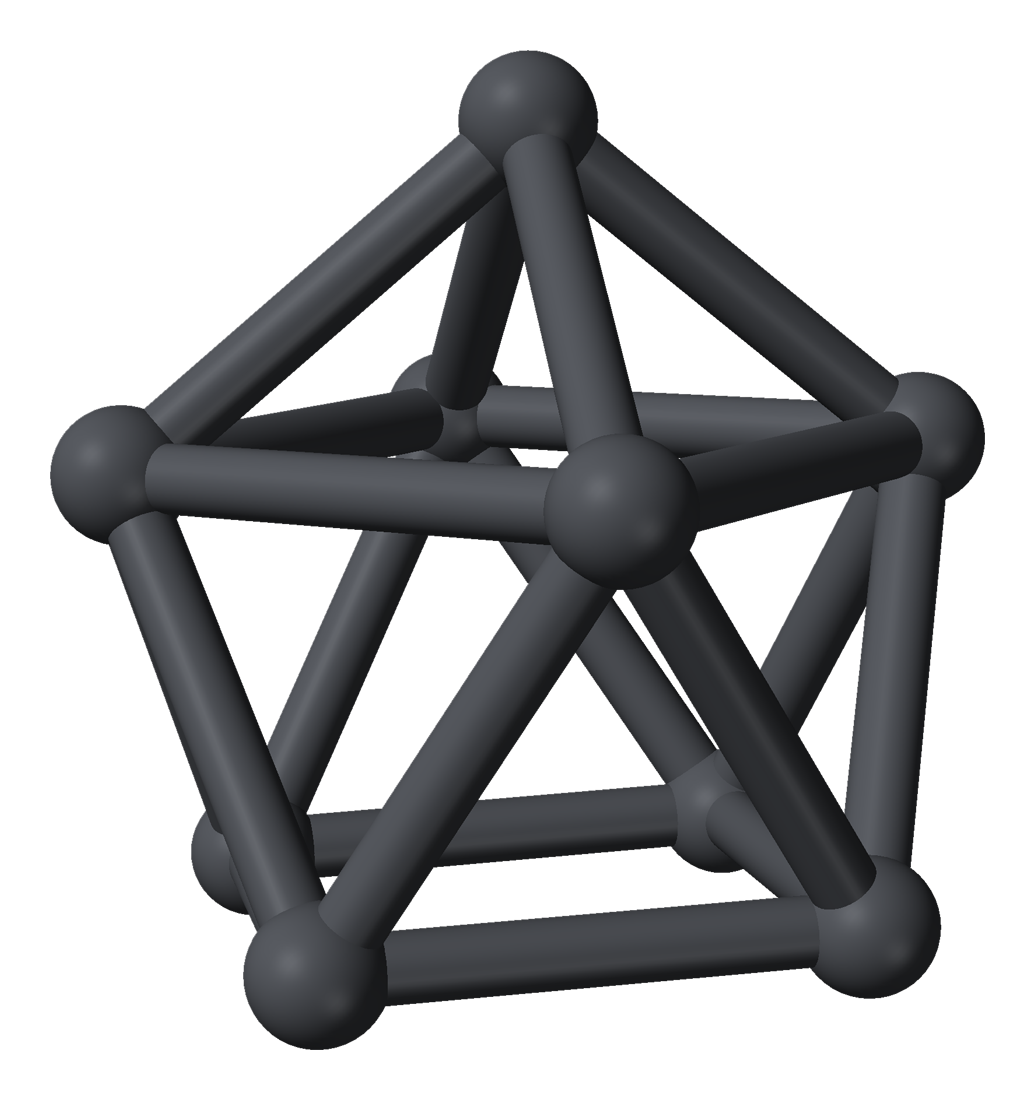
在[K(18-crown-6)]_{2}K_{2}Pb_{9}·(en)_{1.5}中存在的[Pb_{9}^{4−}的四角锥反角柱结构

一些铅化合物中的铅不以+4或+2氧化态存在。铅(III)存在于较大的有机铅化合物中，但因Pb3+和其配合物都是自由基而不稳定，存在于某些自由基中的铅(I)也是如此。
许多铅(II)和铅(IV)的混合氧化物是已知的。在空气下加热PbO2到293 °C会使其分解成Pb12O19，在351 °C下分解成Pb12O17，在374 °C下分解成Pb3O4，最终在605 °C下分解成PbO。Pb2O3和各种非整比氧化物可以在高压下制备。这些氧化物大多呈有缺陷的萤石结构，其中一些应该是由氧占据的地方被空位占据。PbO的晶体结构也可以看作是有缺陷的萤石结构，其中每个交替的氧原子层都被空位取代。
负价铅存在于津特耳相中，例如Ba2Pb中的Pb(−IV)和各种多面体形的簇合物（如三角双锥形的Pb52−离子，其中有两个铅原子的氧化态为-1，另外三个为0），可由在液氨里用钠还原铅而成。

### 有机铅化合物

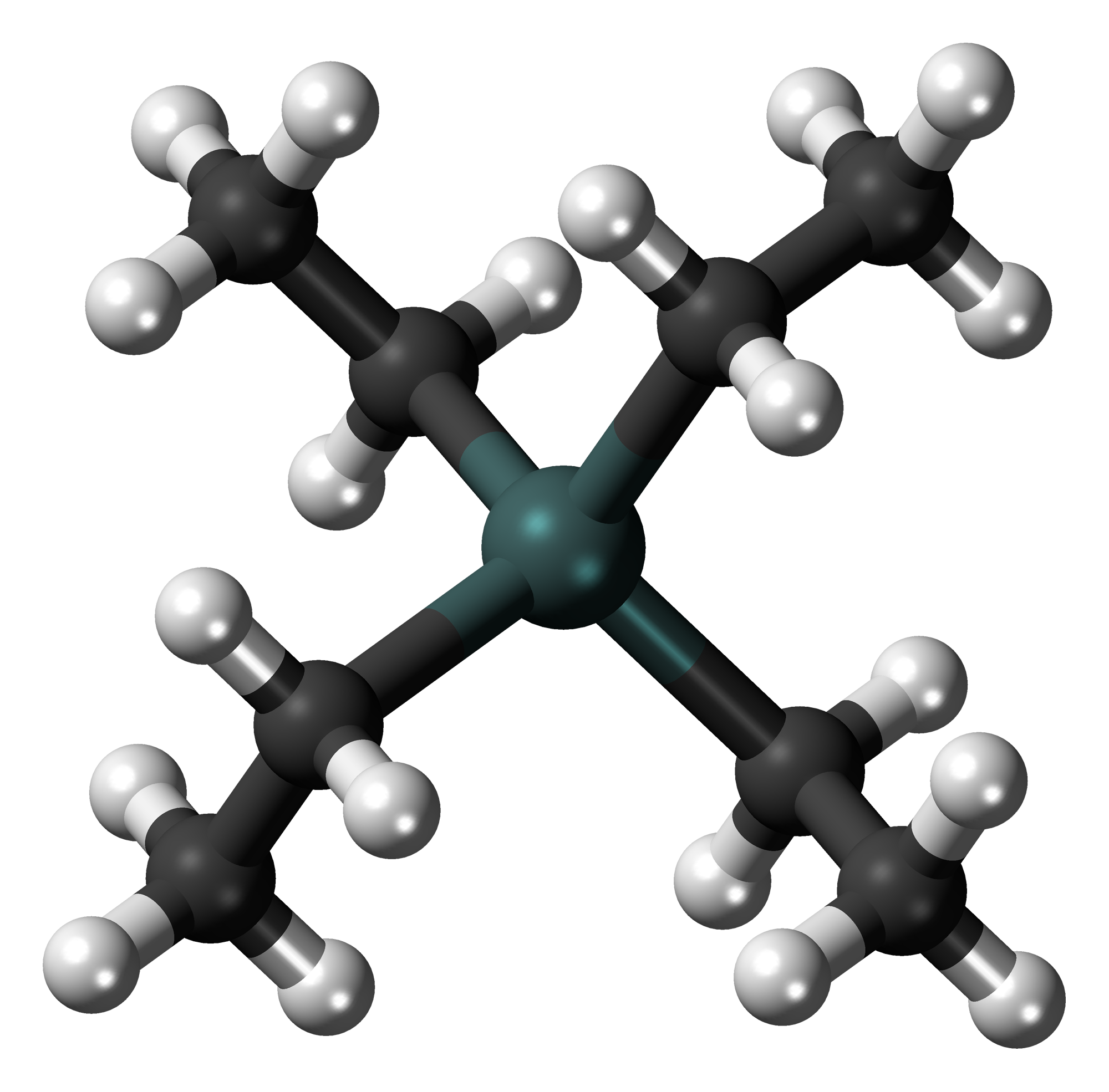
四乙基铅分子的结构
碳
氢
铅

和其它碳族元素一样，铅可以成链，但因为Pb–Pb键键能要比C–C键键能低很多而成链倾向较低。铅也可以形成双键和三键。它和碳成键成有机铅化合物，但这些化合物因为Pb–C键较弱而比普通的有机化合物不稳定。这使得有机铅化学的研究要比有机锡化学少。有机铅化合物的铅通常以+4氧化态存在，但也有Pb[CH(SiMe3)2]2和Pb(η5-C5H5)2等例外。
最简单的有机化合物甲烷对应的铅化合物是铅烷，可由金属铅和氢原子反应而成。它的衍生物四甲基铅和四乙基铅是最著名的有机铅化合物。这些衍生物比较稳定，四乙基铅在加热或光照下才会分解。钠铅合金会和卤代烃反应，生成如四乙基铅的有机铅化合物。四乙酸铅是实验室中重要的氧化剂，可用于有机合成。在四乙基铅仍然可以添加到汽油的时代，它的产量比任何有机金属化合物都要高。其它有机铅化合物都不稳定，大部分有机化合物都没有对应的铅化合物。

## 起源与存量
| 原子序 | 元素 | 相对丰度 |
| ------ | ---- | -------- |
| 42     | 钼   | 0.798    |
| 46     | 钯   | 0.440    |
| 50     | 锡   | 1.146    |
| 78     | 铂   | 0.417    |
| 80     | 汞   | 0.127    |
| 82     | 铅   | 1        |
| 90     | 钍   | 0.011    |
| 92     | 铀   | 0.003    |

### 太空
铅在太阳系的丰度是0.121 ppb，是铂的两倍半，汞的八倍，金的十七倍。由于更重的元素都会衰变成铅，因此宇宙中铅的丰度在不断上升。现在太阳系中铅的丰度要比45亿年前高出0.75%。左边的图表显示虽然铅的原子序较高，但它的丰度要比大部分原子序大于40的元素高。
铅的稳定同位素铅-204、铅-206、铅-207和铅-208大多是由恒星中原子核不断通过s-过程和r-过程捕获中子而成的。在s-过程中（s代表慢），每次中子捕获都需要等待几年或几十年，使得较不稳定的原子核有足够时间发生β衰变。稳定的铊-203捕获一个中子成铊-204，后者会β衰变成铅-204。铅-204捕获另一个中子成半衰期1700万年的铅-205，之后继续捕获中子产生铅-206、铅-207和铅-208，铅-208再捕获中子就会产生会迅速衰变成铋-209的铅-209。铋-209会捕获中子成铋-210，之后β衰变成钋-210，最后α衰变成铅-206，s-过程就在铅-206、铅-207、铅-208和铋-209的循环中结束。

s-过程的最终阶段，红线和圆代表中子捕获，蓝色箭头代表β衰变，深绿色箭头代表α衰变，浅绿色箭头代表电子捕获。

在r-过程中（r代表快），原子核捕获中子的速度要比衰变的速度快。r-过程会在如超新星或两个中子星合并时等有大量中子的环境中发生，中子流通量可达每秒每平方厘米1022个中子。r-过程产生的铅的数量不如s-过程。126个中子在原子核中会排列成完整的壳层，在能量上容纳更多中子会变得更加困难，因此r-过程会在原子核达到126个中子时停止。当中子流减少时，这些原子核会β衰变成锇、铱和铂的稳定同位素。

### 地球
铅是亲硫元素，代表它经常以硫化物的形式存在。天然金属铅很罕见。大部分铅矿都较轻，因此在形成时仍在地壳中而没有沉下去。这使得铅的地壳丰度较高，为14 ppm，是第38常见的元素。
方铅矿（PbS）是最常见的铅矿，通常与锌矿一起出现。大部分铅矿都与方铅矿相关，例如硫锑铅矿 Pb5Sb4S11是由方铅矿衍生而成的混合物硫化物矿物，铅矾 PbSO4是方铅矿的氧化产物，而白铅矿 PbCO3则是方铅矿的分解产物。砷、锡、锑、银、金、铜和铋都是铅矿中常见的杂质。

虽然铅的原子序较高，但在仍比大部分原子序大于40的元素常见。

世界铅资源超过20亿吨，其中有大量矿藏分布在澳大利亚、中国、爱尔兰、墨西哥、秘鲁、葡萄牙、俄罗斯和美国。2016年，全球的铅储量（经济上可行的开采资源）总计8800万吨，其中澳大利亚有3500万吨，中国有1700万吨，俄罗斯则有640万吨。
铅在大气层中的环境背景值不超过0.1 μg/m3，在土壤中的环境背景值为100 mg/kg，在蔬菜中为4 mg/kg，在水中为5 μg/L。

## 历史

### 史前
在小亚细亚已发现可追溯到公元前7000–6500年的铅珠，这可能是冶炼金属的第一个例子。那时候铅因为太软且色泽暗淡用处不多。广泛生产铅的主要原因是因为冶炼方铅矿（一种常见的铅矿）可以得到银。古埃及人第一个把铅矿用作化妆品，而这些化妆品后来传播到古希腊。埃及人也把铅用于渔网的沉子、玻璃、搪瓷和装饰品中。新月沃土的许多文明都把铅用作写字的材料、硬币和建筑材料。古中国宫廷会用铅作兴奋剂、货币和避孕药，印度河流域文明和中部美洲文明用铅做护身符，而东非和南非人则在金属线的拉丝中使用铅。

### 古典时代
公元前3000年，因为银被广泛用作装饰材料和交易媒介，因此小亚细亚开始开采铅矿。之后，爱琴海诸岛和拉夫里奧也开发了铅矿床。这三个地区直到公元前1200年都在集体主导铅矿的生产。约公元前2000年，腓尼基人开始开采伊比利亚半岛的矿床，而到了公元前1600年，塞浦路斯、希腊和撒丁岛开始开采铅矿。

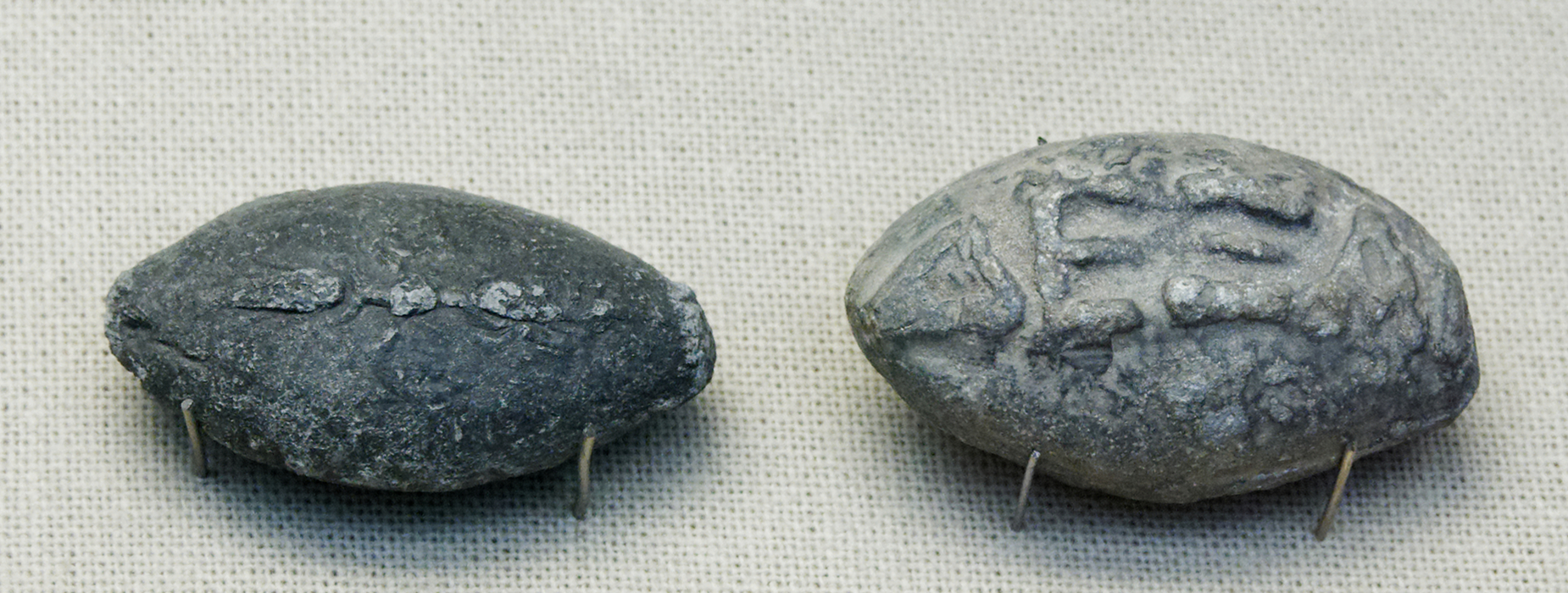
古希腊的铅弹药

罗马共和国在欧洲和地中海的扩张以及采矿业的发展使其成为古典时代铅的最大生产者，预测的年输出为八万吨。和前人一样，罗马人的铅大多都是冶炼银的副产物。在中欧、不列颠尼亚、巴尔干半岛、希腊、安纳托利亚和西班牙都有铅矿的开采，其中后者占了全球40%的产量。
铅板用于写信，在犹太也有使用铅棺材。自公元前5世纪，铅还被用于制造弹弓弹药。罗马大量使用铅弹药来攻击100至150米内的目标，古迦太基和罗马的佣兵巴利阿里掷石兵就闻名于他们的射程和精准度。

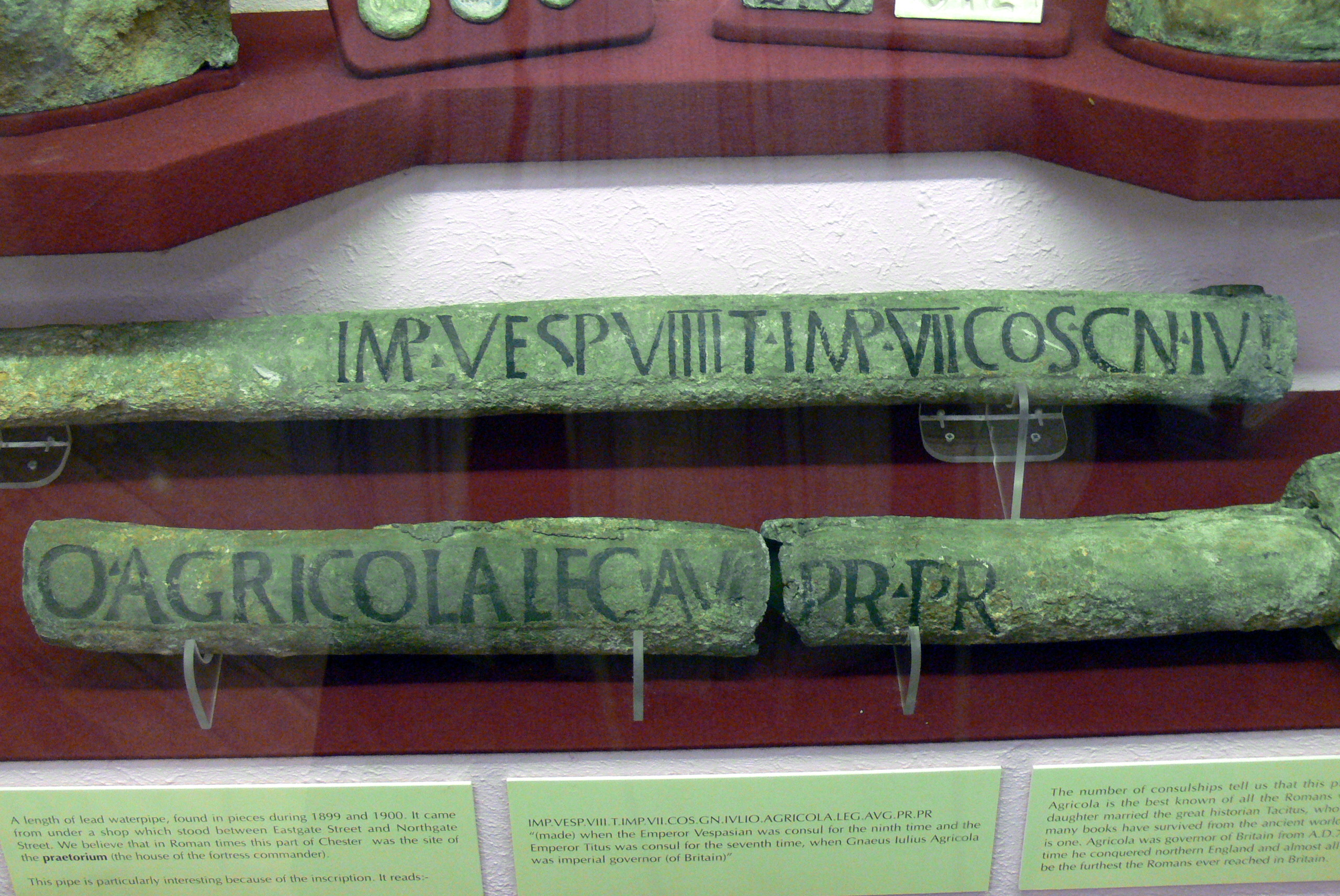
罗马铅水管

在罗马帝国，铅被用于制造水管。铅因为容易加工、熔点低、能够轻松制造完全防水的焊接接头及抗腐蚀性使得它也广泛用于其它用处，如药品、屋顶、货币和战争。当时老加图、科鲁迈拉和老普林尼等作家都推荐用铅（或镀铅）容器制备加到红酒和食物里的甜味剂和防腐剂。铅会与之反应生成铅糖（乙酸铅）而使食物变得好吃，而使用铜或青铜容器会因为产生乙酸铜而使食物变苦。
罗马作者维特鲁威报告了铅的健康危害，而现代作家认为铅中毒在罗马帝国的衰落中扮演重要角色，但一些研究者批评了这种说法，例如指出并非所有的腹痛都是由铅中毒引起的。考古研究表明罗马的铅水管会增加自来水的铅含量，但这个含量“不太可能真正有害”。

#### 和锡、锑的混淆
冶金学家和工程师自青铜器时代以来都知道锡和铅的差别，但它们的名称在某些语言中相似。罗马人就把铅叫做（黑铅），锡则叫做（亮铅）。在其它语言中也可以看到铅和锡的相关性，例如捷克语的意为铅，但俄文对应的同源字意为锡。此外，铅和锑的性质类似，都以硫化物矿物（方铅矿和辉锑矿）存在，而且这些矿物还会一起出现，使得有人混淆了它们。老普林尼就错把冶炼辉锑矿的产物写做铅，而实际产物是锑。

### 中世纪和文艺复兴

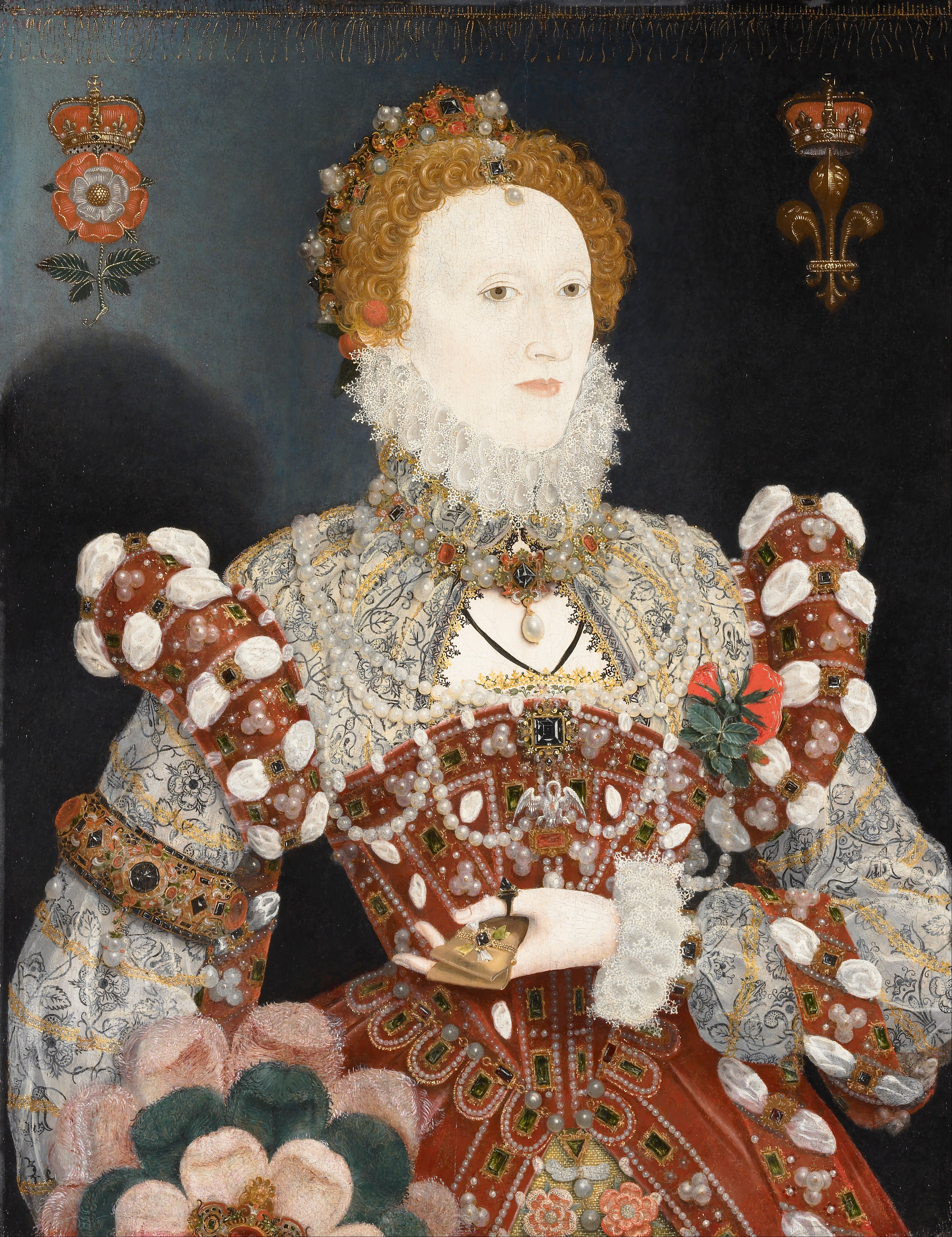
伊丽莎白一世通常被描绘成一张白脸。面部增白剂中的铅被认为是导致她死亡的原因。

在西罗马帝国灭亡后，西欧的铅矿开采下降了，只剩下安达卢斯有相当量的铅出口。这时铅的最大生产者在亚洲，尤其是开采量迅速增长的中国和印度。
铅于11和12世纪又开始被用于屋顶和水管，因此在欧洲的产量开始回升。自13世纪起，铅就被用来制造花窗玻璃。在欧洲和阿拉伯炼金术中，铅（炼金术符号）被认为是不纯的卑金属，通过分离、纯化和平衡它的构成本质就可以转化成金。铅还用于掺假红酒。虽然教宗诏书在1498年禁止掺假红酒被用于基督教仪式，但直到18世纪末都有人因为喝这种红酒而中毒。铅是印刷机部件的关键材料，这使得制造印刷机的工人经常会因为吸入含铅粉尘而导致铅中毒。因为铅便宜、对铁枪管的伤害更小、密度高（可以更好地保持速度）和熔点低（使得生产更容易），铅也是子弹的主要材料。西欧贵族广泛使用铅粉来使脸变白，这被视为是谦虚的标志。这个时尚后来扩展到白色假发和眼线，到了法国大革命才淡出。18世纪的日本随着艺妓的出现也有类似的时尚，而它直到20世纪才消失。女性的白脸“代表她们身为日本女性的女性美德”，而她们的面部增白剂就是铅。

### 欧洲和亚洲以外的铅
欧洲定居者来到新大陆便很快开始了铅的生产，最早的纪录可追溯到1621年的弗吉尼亚殖民地。在澳大利亚，殖民者于1841年开辟的第一个矿山就是铅矿。在非洲的西非裂谷系和刚果盆地就有铅的开采和冶炼，而铅被用于和欧洲人交易，直到17世纪以来也用于货币。

### 工业革命

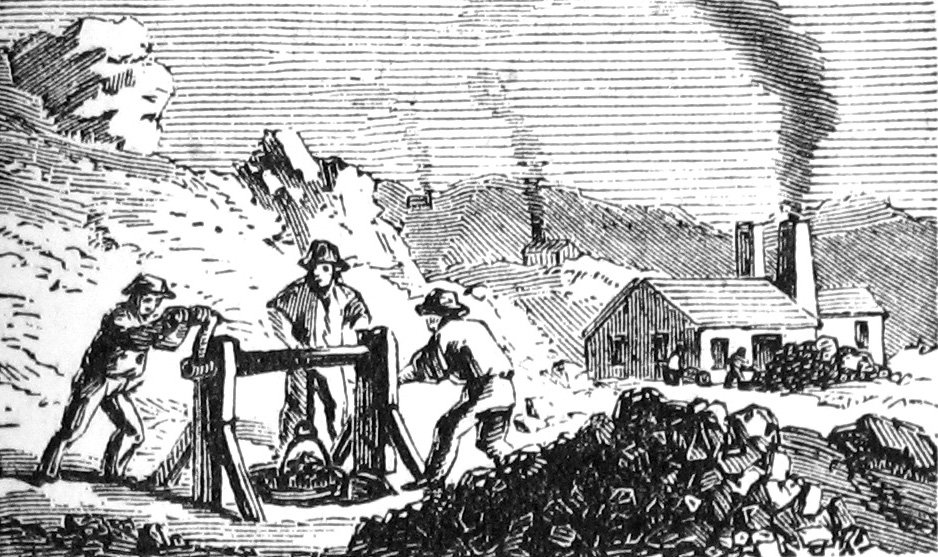
在1865年的美国密西西比河的铅矿开采

18世纪下半叶，欧美经历了工业革命，这时铅的产量首次超过罗马。原本英国是领先的生产国，但到19世纪中叶，随着英国矿山的枯竭以及德国、西班牙和美国开采铅矿的发展，英国失去了这一地位。1900年，美国主导全球的铅产量，而其它非欧洲国家（加拿大、墨西哥和澳大利亚）也有明显的产量。铅需求的很大一部分来自管道和含铅油漆。当时有很多工人暴露于铅下，铅中毒案例也迅速增多，导致了对摄入铅的影响的研究。铅中毒和痛风有关，英国医师阿弗列德·巴灵·加洛德注意到三分之一的痛风病人都是水管工和画家。在19世纪也有铅对健康的长期影响（包括精神错乱）的研究。1870年代至1880年代，英国颁布了第一条旨在减少工厂铅中毒案例的法律。

### 现代

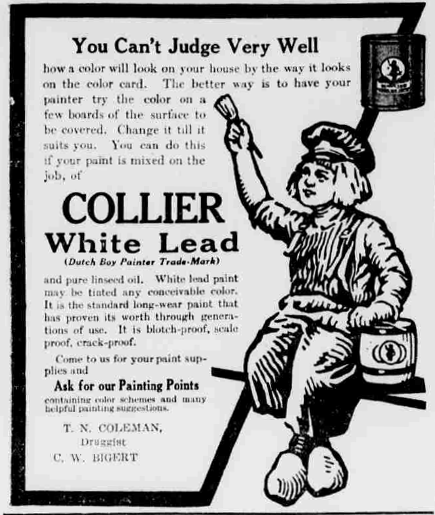
荷兰男孩油漆的宣传海报（1912年，美国）

人们在19世纪末和20世纪初发现铅对人类构成威胁的更多证据。铅中毒机制得到了更好的理解，并且在美国和欧洲已逐步停止使用。英国于1878年引入强制工厂检查，并于1898年任命了第一位工厂医疗检查员。这些事件的结果是从1900年到1944年，铅中毒事件减少了25倍。大部分欧洲国家在1930年就禁止了含铅油漆。
人类最近一次大量接触铅是四乙基铅还用作汽油抗震剂的时候。美国和欧盟于2000年逐步淘汰了四乙基铅。
美国和西欧国家在1970年代立法来试图减少空气中的铅污染。立法的影响很显著，美国疾病控制与预防中心的研究指出美国在1976–1980年时有77.8%的人有高血铅水平，到了1991–1994年则下降到2.2%。20世纪末最主要的含铅产品是铅酸蓄电池。
西方集团在1960年至1990年的铅出口量增加了31%，而东方集团的全球铅份额从1950年的10%增加到1990年的30%。在1970年代中期和1980年代，苏联是全球最大的铅生产者，而中国的铅产量在20世纪末开始增长。到了2004年，中国的铅产量超越了澳大利亚，成为全球最大的铅生产者。和之前欧洲工业化一样，中国开采的铅也影响了其人民的健康。

## 生产

铅从1840年以来的初级生产量

鉛從1840年以來的初級生產量

铅的产量因为铅酸蓄电池的增加而增加。铅的生产有两大类——从铅矿开采而来的初级铅和从废料回收的二级铅。人们在2014年生产了458万吨的初级铅和564万吨的二级铅，而那年的前三大生产国分别是中国、澳大利亚和美国，那年的前三大二级铅生产国则为中国、美国和印度。根据国际资源委员会2010年的社会金属库存报告，在全球范围内使用、储存、丢弃或消散到环境中的铅总量是人均8公斤，其中已发展国家的人均值（20–150公斤）会比未发展国家（1–4公斤）高。
初级铅和二级铅有类似的生产过程。一些初级生产厂会用废铅来补充他们的业务，而这种趋势在未来可能会增加。如果有足够的技术，通过二次工艺生产的铅与通过初级工艺生产的铅没有区别。来自建筑行业的废铅通常相当干净，无需冶炼即可重新熔化。因此就能源需求而言，二级铅比初级铅便宜50%或更多。

### 初级生产
大部分铅矿的铅含量较低（富矿也只含3–8%铅），因此需要提取浓缩。铅矿会经过磨碎、分离、铣削、泡沫浮选和干燥，得到的产物的铅含量为30–80%（通常为50–60%），然后转化成（不纯的）金属铅。
初级生产有两个主要方法，分别是涉及在不同容器焙烧和提取的两步法以及在同一个容器焙烧和提取的直接法。直接法较为常见，但两步法仍然重要。
| 国家     | 出口量 （千吨） |
| -------- | --------------- |
| 中國     | 2,400           |
|          | 500             |
| 美国     | 335             |
| 秘魯     | 310             |
| 墨西哥   | 250             |
| 俄羅斯   | 225             |
| 印度     | 135             |
| 玻利维亚 | 80              |
| 瑞典     | 76              |
| 土耳其   | 75              |
| 伊朗     | 41              |
|          | 41              |
| 波蘭     | 40              |
| 南非     | 40              |
|          | 35              |
| 愛爾蘭   | 33              |
| 北馬其頓 | 33              |
| 其它国家 | 170             |

#### 两步法
首先，铅的硫化物矿物会在空气中焙烧，硫化铅被氧化成氧化铅：
2 PbS(s) + 3 O2(g) → 2 PbO(s) + 2 SO2(g)↑
由于反应物本来就不是纯硫化铅，因此产物也不是纯氧化铅，而是铅与其它金属的各种氧化物、硫酸盐和硅酸盐。这些不纯的氧化铅会在高炉中被焦炭还原成（一样不纯的）铅：
2 PbO(s) + C(s) → 2 Pb(s) + CO2(g)↑
这些杂质主要是砷、锑、铋、锌、铜、银和金，它们会在各种高温冶金过程中除去。融化的铅会在反射炉中和空气、水蒸气和硫反应，氧化除银、金和铋以外的杂质。这些氧化产物会浮在液铅上并被除去。之后，银和金可以通过在铅中加锌来分离。铅不溶于锌，但银和金都可溶于锌，因此把锌溶液去除也能一起去除银和金。最后的铋杂质则可以通过加入金属钙和镁，使铋与其反应并浮在铅上，然后去除。
除了冶金以外，极纯的铅还可以由Betts法生产。不纯的铅做成的阳极和纯铅做成的阴极在氟硅酸铅（PbSiF6）电解质中电解，阳极的铅就会溶于溶液并镀到阴极上，而杂质则会留在溶液中。这个过程的费用很高，因此只用于制造极纯的铅条。

#### 直接法
首先，铅的硫化物矿物会在熔炉中融化和氧化，产生氧化铅。碳（以焦炭或煤气的形式）和助焊剂之后会加入到熔融的铅中。氧化铅会被碳还原成金属铅。
如果反应物富含铅，那么有80%的铅可以以铅条的形式取出，而剩下的20%以富含氧化铅的炉渣存在。对于铅含量较低的反应物，所有的铅都会被氧化成炉渣。这些铅含量高（25–40%）的炉渣可以通过燃烧，用电炉还原或两者兼施得到金属铅。

#### 替代方法
人们仍在继续研究更清洁、能耗更低的铅提取方法，但缺点是浪费太多铅或是产物的硫含量太高。电解提炼可能有潜力成为替代生产方法，但这个方法除非电很便宜，否则在经济上不可行。

### 二级生产
除非回收的铅有明显的氧化，否则在初级生产中必要的冶炼过程在二级生产中会被跳过。ISASMELT过程是可作为延伸初级生产的新冶炼方法。废铅酸蓄电池（含有硫酸铅和铅的各种氧化物）的硫酸铅可以用碱去除，然后在熔炉中和煤炭反应，生成不纯的铅。二级铅的提炼和初级铅类似，但某些提炼过程可以根据回收材料和潜在污染跳过。在铅的回收来源中最重要的是铅酸蓄电池，而铅水管和电缆涂层也是重要的来源。

## 用途

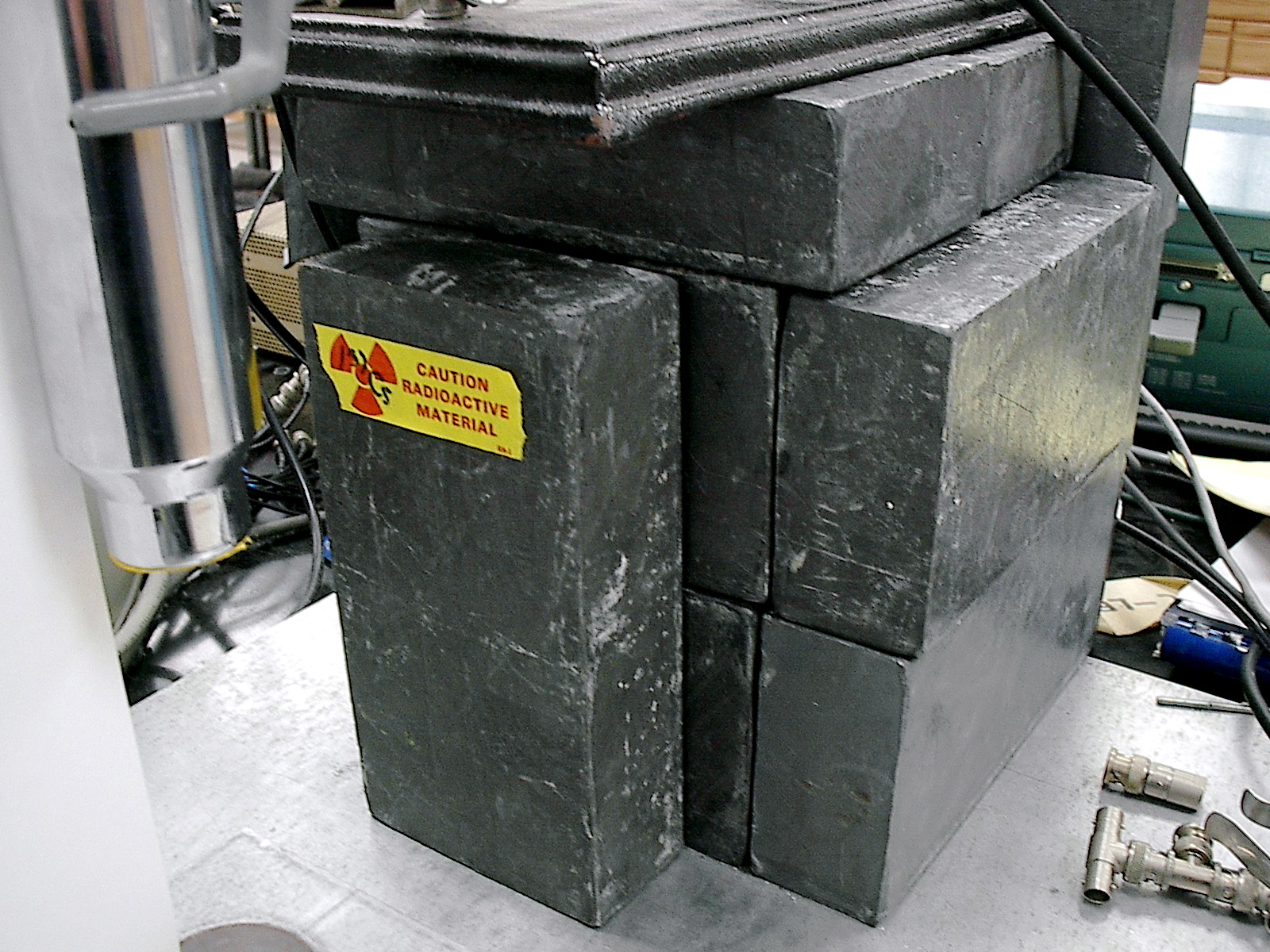
用于屏蔽辐射的铅砖（含4%锑的合金）

实际上，铅笔并不是用铅做的，但因为古时候把石墨误认为是铅，所以铅笔一词在各语言中流传使用而未修正。

### 单质
金属铅的高密度、低熔点、展性和惰性使其可用于许多用途。虽然有很多金属在某些方面比铅好，但它们通常较罕见，也更难从矿石中提取。不过，铅的毒性使它在某些用途中被逐步淘汰。
自中世纪以来，铅就被用于生产子弹。铅很便宜，而且它的低熔点意味着可以用最少的技术设备铸造小型武器弹药和霰弹枪弹。此外，铅的密度比大部分常见金属高，可以更好地保持速度。今天，铅（会加入其它金属来变硬）仍然是子弹的主要材料，但有人担心用于狩猎的铅弹会破坏环境。
铅也有许多用处应用了其高密度和抗腐蚀性。铅的高密度使它可用作帆船龙骨的压舱物，从而抵消风对帆的倾斜效应。它也用于水肺潜水的配重系统中，以抵消潜水员的浮力。1993年，比萨斜塔的底部就用了600吨的铅来使其稳定。铅的抗腐蚀性使其可用于保护深海电缆。

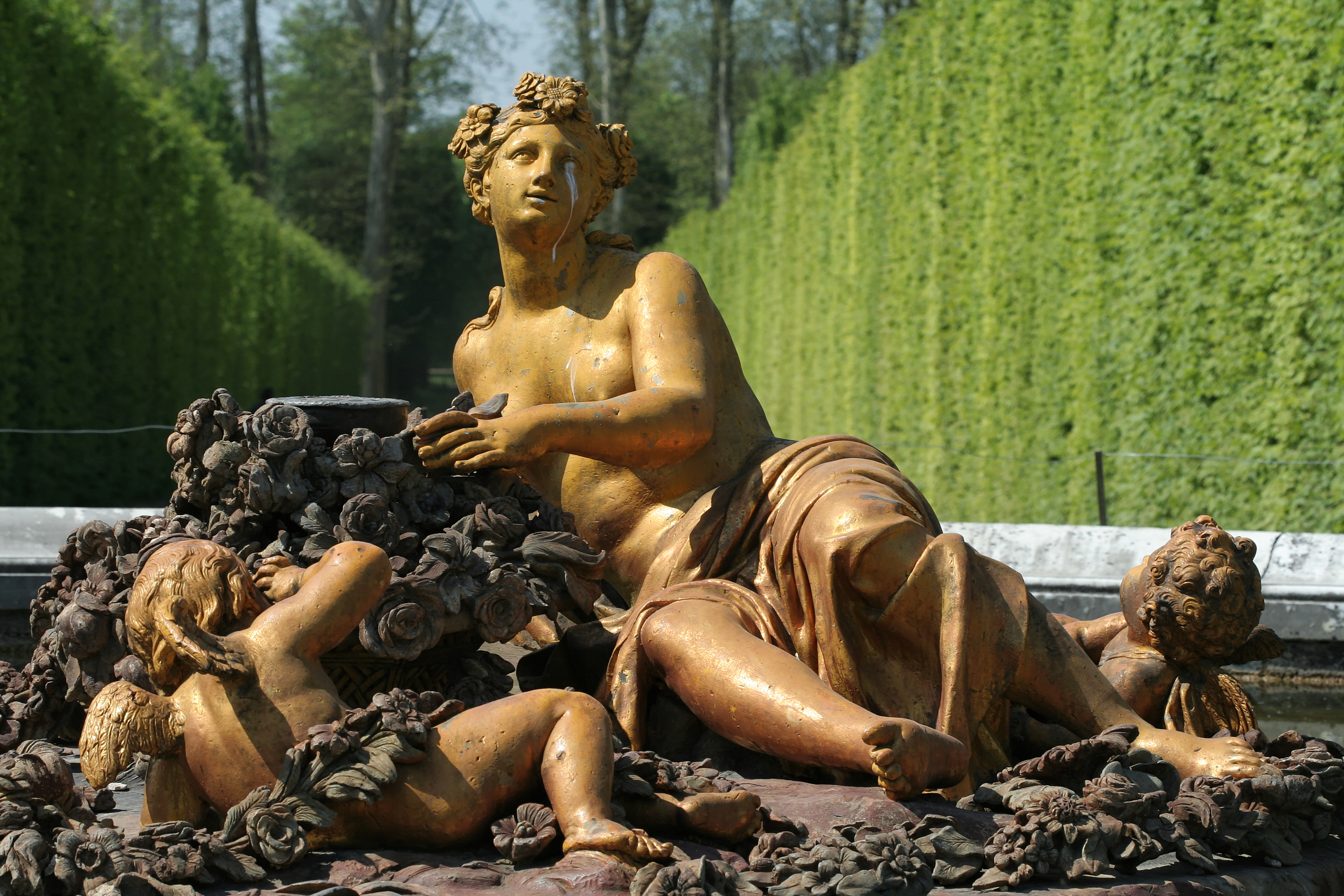
17世纪的镀金铅雕像

在建筑工业中，铅也有许多用途。铅片可用于屋顶、覆层、落水管和女儿墙。铅至今仍用于制造雕像和雕塑，以及它们的骨架。铅在以前也用于平衡轮胎，但因为环境原因也被其它材料替代了。
铅可以添加到如青铜和黄铜等铜合金中来润滑和增加可加工性。由于铅不溶于铜，所以它会在合金的缺陷（例如晶粒边界）中形成固体小球。在低浓度下，铅除了起到润滑剂的作用外，这些小球还会阻止切屑生成，因此增加了可加工性。铅含量较高的铜合金可用于制造轴承。铅用于润滑，而铜则提供承重支撑。
铅的密度和原子序都很高，而且容易成型，这使得它可用于屏蔽声音、震动和辐射。铅没有自然频率，因此铅片可用于录音室的隔音。管风琴声管通常是由铅合金制造的，这些合金会加入不等量的锡来控制音调。由于其密度和衰减系数都很高，铅可用作核物理学和X光室的辐射屏蔽材料。熔融的铅可用作铅冷快中子反应堆的冷却剂。

### 电池
在21世纪初，铅最大的用处就是制造铅酸蓄电池。电池中的铅并没有与人体直接接触，因此毒性问题较少，但在生产铅酸蓄电池的工厂工作的人可能会暴露于含铅粉尘下。在铅酸蓄电池里，铅、二氧化铅和硫酸的反应可以产生稳定的电压。包含铅酸蓄电池的超级电容器可用于调节频率、太阳能和风能等应用中。这些电池虽然能量密度和充放电效率比锂离子电池低，但比锂离子电池便宜。

### 电缆涂层
铅可以制造高压电电缆的外壳，以防止水进到里面，但因为毒性而被逐渐淘汰。它也用于电器的焊料，但因为会影响环境而被某些国家淘汰。铅是博物馆Oddy测试使用的三种金属之一，可用于探测有机酸、醛和酸性气体。

### 化合物

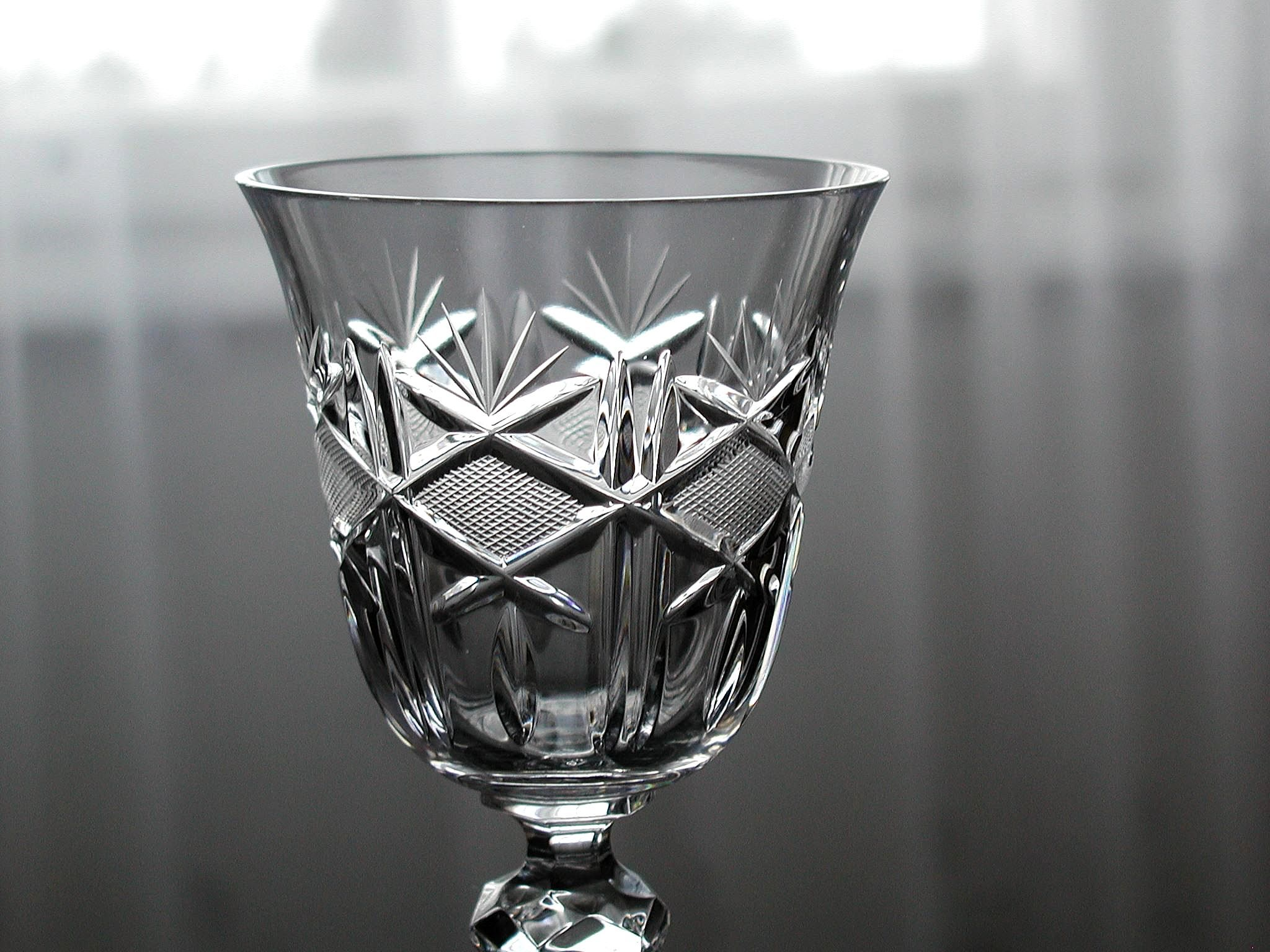
铅玻璃

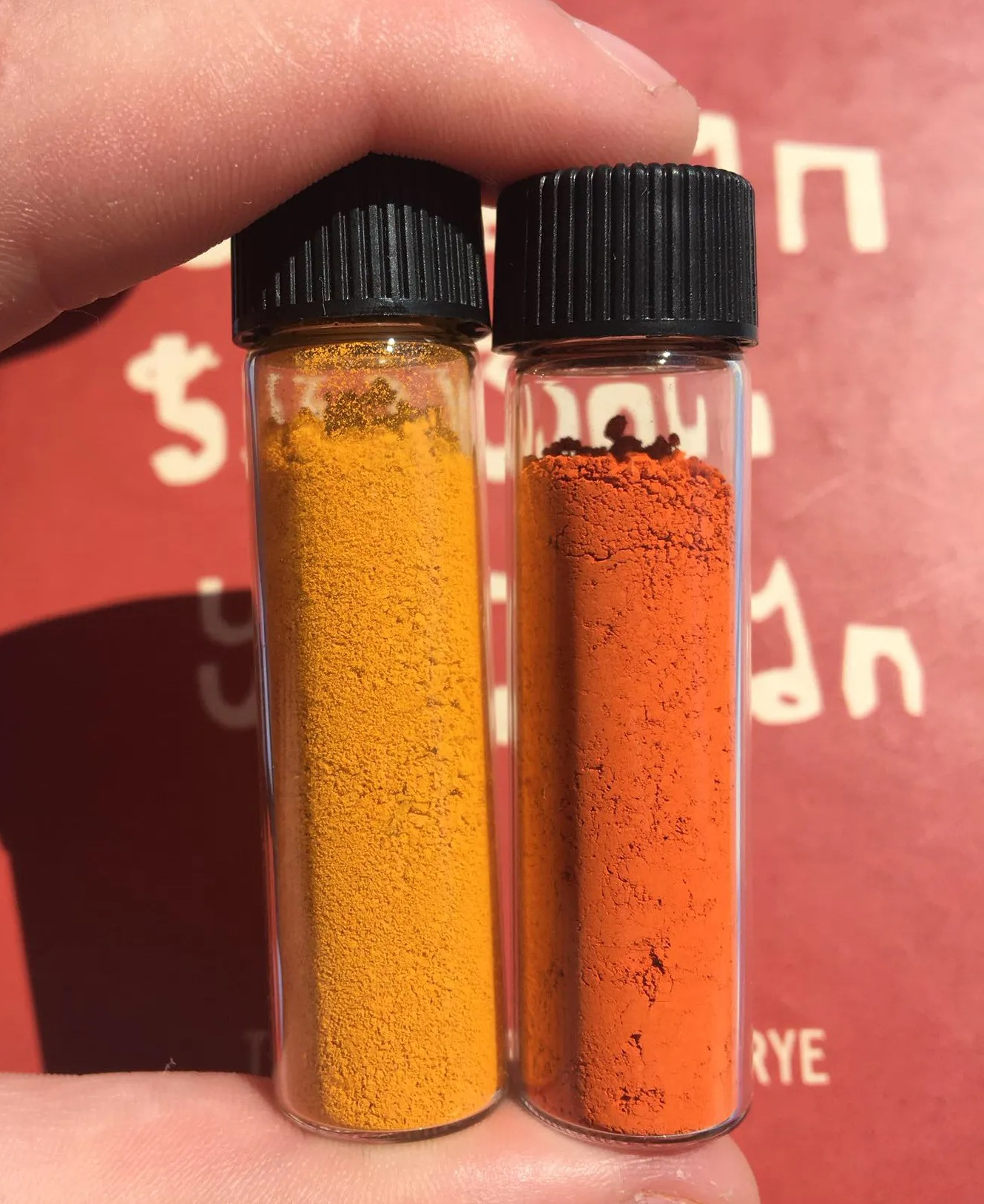
铬酸铅（黄色）和四氧化三铅（红色）

铅酸蓄电池除了是金属铅最大的用处以外，也是铅化合物最大的用处。它的充放电反应涉及了硫酸铅和二氧化铅：
Pb(s) + PbO
2(s) + 2H
2SO
4(aq) → 2PbSO
4(s) + 2H
2O(l)
含铅颜料可以使釉和玻璃涂上红色和黄色。虽然含铅颜料在欧洲和北美已被淘汰，但像是中国、印度和印尼的发展中国家仍在使用含铅颜料。四乙酸铅和二氧化铅是有机化学的氧化剂。铅玻璃中含有12–28%的氧化铅，其光学性质和可以屏蔽辐射的性质可用于老式电视机和电脑荧幕的阴极射线管。碲化铅和硒化铅可用于太阳能光伏和红外线探测器。

## 生物作用
铅没有已知的生物作用，也没有确认安全的暴露量。2009年的研究显示就算是在被认为几乎没有风险的水平下，铅仍会影响健康。它在成年人中的含量平均为120 mg，在重金属中仅次于铁（4000 mg）和锌（2500 mg）。人体很容易吸收铅盐，有一小部分（1%）铅会留在骨骼中，而剩下的部分会通过尿液和粪便在几个星期后排出，但儿童只能排出三分之一的铅。经常暴露于铅可能会使它在体内累积。

### 毒性
铅有剧毒，会影响人体几乎所有的器官和系统。空气中铅的浓度达到100 mg/m3就会立即危及生命或健康。摄入的铅大多会吸收到血流中。铅会和酶的巯基结合或是模仿其它金属并替代它们作为反应中的辅因子来干扰酶正常工作，而这也是它有毒的原因。和铅相互作用的必需金属元素包括钙、铁和锌。高钙和铁水平对铅中毒有一定的保护，而低水平则会增加铅中毒的几率。

### 影响
铅会严重损害脑和肾，最终导致死亡。铅可以通过模仿钙穿过血脑屏障。它会分解神经元的髓鞘，干扰神经递质，减少神经元生长。铅还会抑制胆色素原合成酶和亚铁螯合酶，阻止胆色素原的合成和铁与原卟啉IX的螯合（合成血红素的最后一步）。这造成了血红素不足和小细胞性贫血。
铅中毒的症状包括肾病变、腹部疝痛和手指、手腕或脚踝变弱。它还会使中老年人的血压小幅升高，并可能导致贫血。许多研究显示暴露于铅和心率变异性降低相关。孕妇暴露于大量铅下可能会流产，男性长期暴露于大量铅下会降低生育能力。
在儿童还在发育的脑中，铅会干扰大脑皮质中突触的形成、神经递质和离子通道的管理。儿童接触铅与他们的睡眠障碍和在白天嗜睡的风险增加有关。铅造成的高血压和女生青春期延迟相关。20世纪时因汽油中四乙基铅导致的空气中铅含量的升高和下降也与当时的犯罪率相关。

### 暴露源
铅矿的开采和冶炼以及电池的生产、废弃和回收都是铅的暴露源。铅可以通过吸入、食入或皮肤吸收。几乎所有摄入的铅都会被人体吸收，其中儿童的吸收率比成人高。
铅中毒通常由摄入受污染的食物或水引起，有时则是意外摄入受污染的土壤、灰尘或含铅油漆。受工业废水污染的海产可能含铅。水果和蔬菜可能会受到土壤中高浓度铅的污染，而土壤可能因含铅油漆、含铅汽油和水管中的铅积聚而受污染。
对于水质较软或酸的地区，使用铅水管是问题。硬水会在水管表面形成不溶的保护层，而软水和酸性水则会溶解铅水管。水中溶解的二氧化碳会溶解铅，产生碳酸氢铅，而含氧水则会使铅变成氢氧化铅。长期饮用这种水会因为溶解的铅造成健康问题。水越硬，其中含有的碳酸氢钙和硫酸钙就越多，铅水管的碳酸铅或硫酸铅保护层就越厚。
摄入含铅油漆（例如咬涂上含铅油漆的窗台）是儿童接触铅的主要来源。此外，随着所涂的含铅油漆变质剥落，它们就会变成灰尘，然后通过手口接触或污染食物和水进入人体。摄入某些传统药物也可能会摄入铅。
吸烟者和与铅相关的工作者较易吸入铅。香烟烟雾除了其它有毒物质外，还有放射性的铅-210。使用有机铅化合物的人可能会因暴露皮肤而使铅进入体内。无机铅化合物较难被皮肤吸收。

#### 塑料玩具
根据美国疾病控制与预防中心，铅仍未被禁止用于塑料中。铅可以软化塑料，使其可以回复到原来的形状。它也用于使塑料中的分子不会因热分解。这些塑料暴露在阳光、空气和洗涤剂中就会破坏铅和塑料之间的化学键，产生含铅粉尘。

### 治疗
铅中毒可以用二巯基丙醇和二巯基丁二酸治疗，而急性铅中毒则需要使用乙二胺四乙酸二钠钙或是乙二酸四乙酸二钠治疗。它们会和铅形成螯合物，然后随尿液排出这些铅螯合物。

## 对环境的影响

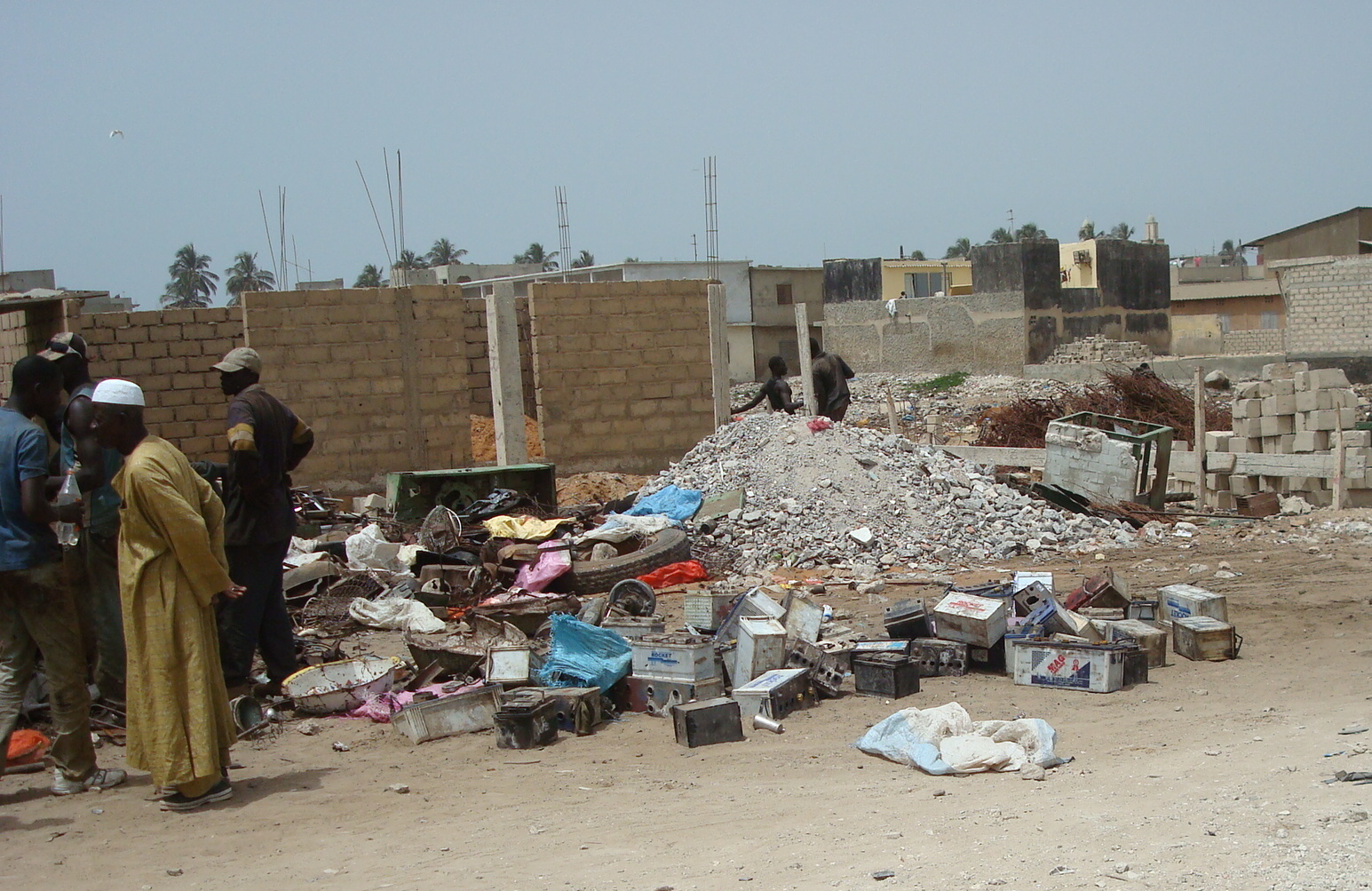
塞内加尔达喀尔的电池收集区，2008年那里至少有18个儿童因铅中毒而死

铅与其产品的开采、生产、使用和废弃已对土壤和水造成严重污染。大气中的铅含量在工业革命和20世纪下半叶（汽油含铅的时代）达到顶峰。
铅会在自然来源（例如铅矿本来的地方）、工业生产、焚化与回收中释放出来。由于铅在许多用途中已被淘汰，因此铅的回收也成为了重要的暴露源。城市的土壤和沉积物中的铅浓度持续升高，这是由于许多地方，尤其是发展中国家的工业排放造成的。
铅会在土壤中富集，并留在那里几百或几千年。环境中的铅会和植物需要的其它金属竞争，而到了足够高的剂量则会影响植物的生长和生存。此外，被铅污染的泥土和植物会让它通过食物链影响微生物和动物。铅会影响动物的许多器官，损害神经系统、肾、生殖系统、造血和心血管系统。鱼类会从水和沉积物中吸收铅，并在食物链中累积，对鱼类、鸟类和海洋哺乳动物造成危害。
人类产生的铅来源包括散弹弹丸和沉子，它们与生产铅的场所都是最大的铅污染源。美国在2017年就禁止使用铅来制造弹丸和沉子，但这个禁令只持续了一个月。类似的禁令在欧盟也有出现。
环境中的铅可以用分光光度法、X射线荧光光谱仪、原子光谱学和电化学分析。铅中毒可以由血浆、血清和尿液中的δ-氨基乙酰丙酸水平确定。

## 限制和整治

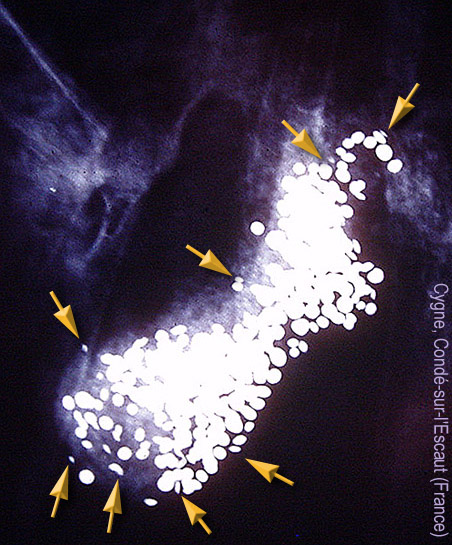
在埃斯科河畔孔代（法国北部）发现的死天鹅，它的身体里面有几百个铅弹，而一打铅弹就足以在几天内杀死天鹅。这些尸体是铅污染的来源。

自1980年代中期以来，铅的工业用途就剧烈下降。美国的环境法就一直减少或消除铅的使用，包括汽油、油漆、焊料和水管。燃煤发电厂中有安装捕获铅排放的设备。1992年，美国国会要求美国环保局降低儿童的血铅水平。2003年，铅的使用就被欧盟的危害性物质限制指令更进一步缩减。荷兰在1993年禁止在狩猎和射击运动中使用铅弹后，废铅量就从1990年的230吨大幅下降到1995年的47.5吨。
铅在工作场所的允许最大暴露限值为50 μg/m3，而血铅水平上限则为5 μg/100 g。在石器、用于管道和电线绝缘的材料的乙烯基聚合物和中国黄铜中仍可以找到有害量的铅。老屋子里可能含有含铅油漆。含铅油漆已在工业化国家中停售，但某些有特别用处的含铅油漆（例如铬酸铅）仍然出售。打磨这些旧油漆会产生含铅灰尘。
含铅废物取决于管辖范围和性质可能会被看作是生活垃圾或是需要特殊处理或储存的有害垃圾。铅也会从射击场所释放到环境中，为此人们制定了管理实践来应对铅污染。酸性土壤会使铅迁移到其它地方，因此这些土壤需要用石灰中和，避免铅渗到其它地方。
人们已经研究如何通过生物方法从生物系统中去除铅。鱼骨头可以生物修复受铅污染的土壤，而杂色曲霉可以有效吸收工业废物中的铅离子。一些细菌可以有效去除环境中的铅，例如硫酸盐还原菌脱硫弧菌属和脱硫肠状菌属。

## 延伸阅读
[在维基数据编辑]
 《欽定古今圖書集成·經濟彙編·食貨典·鉛部》，出自陈梦雷《古今圖書集成》
- Astrid, S.; Helmut, S.; Sigel, R. K. O. (编). . Metal Ions in Life Sciences 17. De Gruyter. 2017. ISBN 978-3-11-044107-9. （页面存档备份，存于） Table of contents
- Casas, J. S.; Sordo, J. (编). . Elsevier. 2006  [2022-09-30]. ISBN 978-0-444-52945-9. （原始内容存档于2014-07-06）.

## 外部連結
- 元素铅在洛斯阿拉莫斯国家实验室的介紹（英文）
- —— 铅（英文）
- 元素铅在The Periodic Table of Videos（諾丁漢大學）的介紹（英文）
- 元素铅在Peter van der Krogt elements site的介紹（英文）
- WebElements.com – 铅（英文）